# Ponie van der Westhuizen
Pour les articles homonymes, voir Van der Westhuizen.
Pas d'image ? Cliquez ici

a Compétitions nationales et continentales officielles uniquement.

b Matchs officiels uniquement.
Ponie van der Westhuizen, né le 4 novembre 1909 à Darling (Afrique du Sud) et mort le 5 mars 1995 à Springs (Afrique du Sud), est un joueur international sud-africain de rugby à XV évoluant au poste d'ailier.

## Biographie
Ponie van der Westhuizen évolue avec la Western Province qui dispute la Currie Cup.
Il dispute son premier test match le 19 décembre 1931 contre l'équipe d'Irlande. Son dernier test match fut contre l'équipe d'Écosse le 16 janvier 1932. Les Sud-Africains font une tournée en Grande-Bretagne et en Irlande en 1931-1932. Ils battent le pays de Galles 8 à 3 à Swansea, ils l'emportent 8 à 3 contre l'Irlande. Ils gagnent le 2 janvier ensuite 7 à 0 contre l'Angleterre. Puis, ils battent l'Écosse 6 à 3. C'est un Grand Chelem. 

## Statistiques en équipe nationale
- 3 test matchs avec l'équipe d'Afrique du Sud.
- Sélections par année : 1 en 1931, 2 en 1932